# Roland Monod
Pour les articles homonymes, voir Monod.
Roland Monod, né le 12 juin 1929 à Strasbourg et mort le 7 juillet 2015 à Paris, est un comédien, metteur en scène et scénographe français.
Il est directeur du Théâtre Quotidien de Marseille de 1956 à 1966 et président de l'association Jean-Vilar qui anime la Maison Jean-Vilar.
Une soirée d'hommage a été organisée en son honneur le 5 octobre 2015 à Paris, au Théâtre du Nord-Ouest.

## Filmographie

### Cinéma
- 1956 : Un condamné à mort s'est échappé ou le vent souffle où il veut de Robert Bresson : le pasteur Deleyris
- 1966 : La guerre est finie d'Alain Resnais : Antoine
- 1972 : Galaxie de Maté Rabinovsky : Gabriel Picot
- 1973 : Deux Hommes dans la ville de José Giovanni : le Président du Tribunal
- 1975 : Section spéciale de Costa-Gavras
- 1981 : La Provinciale de Claude Goretta
- 1981 : L'Amour nu de Yannick Bellon : le spécialiste
- 1982 : Pour cent briques, t'as plus rien... d'Édouard Molinaro : le ministre
- 1985 : Un Jour ou l'autre d'Olivier Nolin
- 1985 : Le Soulier de satin de Manoel de Oliveira : le frère Léon
- 1992 : L'Ombre de Claude Goretta : Favart

### Télévision
- 1970 : Le Tribunal de l'impossible "La cité d'Is", feuilleton télévisé de Michel Subiela : le diacre
- 1973 : L’Étrange histoire d'une aboyeuse d'Aldo Altit : le psychiatre
- 1974 : La main enchantée de Michel Subiela :  Maître Gonin
- 1974-1975 : Le Pain noir "La Maison des Près" (1974) et "Le père fraternité" (1975), feuilleton télévisé de Serge Moati : l'Abbé Laduranti
- 1975 : Messieurs les jurés : L'Affaire Marquet de Serge Witta
- 1975 : Jack (du roman d'Alphonse Daudet), feuilleton télévisé de Serge Hanin : Dr Hirsch
- 1975 : L'Ingénu (de Voltaire), de Jean-Pierre Marchand : l'évêque
- 1975 : Christophe Colomb de Pierre Cavassilas : le père prieur
- 1975 : Mourir pour Copernic de Bernard Sobel : le maître des novices
- 1977 : Rossel et la commune de Paris de Serge Moati : Delescluze
- 1977 : Au théâtre ce soir : Plainte contre inconnu de Georges Neveux, mise en scène Raymond Gérôme, réalisation Pierre Sabbagh, Théâtre Marigny : Kopak
- 1977 : Le Confessionnal des pénitents noirs d'Alain Boudet
- 1978 : Les Chemins de l’exil ou Les dernières années de Jean-Jacques Rousseau de Claude Goretta : le pasteur de Montmollin
- 1980 : Louis XI, un seul roi pour la France de Jean-Claude Lubtchansky : Louis XI
- 1980 : 1947 : La Première crise de la IVe république de Jean-Claude Lubtchansky : Léon Blum
- 1981 : Les Avocats du diable d'André Cayatte
- 1982 : Saint-Louis ou La royauté bienfaisante de Jean-Claude Lubtchansky : le maître de l'hôpital
- 1982 : Le Serin du major d'Alain Boudet : l'avocat Juzan
- 1982 : Les Enquêtes du commissaire Maigret de Louis Grospierre (série télévisée), épisode : Maigret et le Clochard : le juge d'instruction
- 1983 : Secret diplomatique "L'homme de Vienne", feuilleton télévisé de Denys de La Patellière
- 1983 : Diane Lanster de Bernard Queysanne : le père de Diane
- 1983 : Messieurs les jurés "L'Affaire Crozet", série télévisée d'Alain Franck : René Aubrais

## Théâtre

### Comédien
- 1954 : La vie est un songe de Pedro Calderon de la Barca, mise en scène Roland Monod
- 1956 : Phédre de Racine, mise en scène Roland Monod, Théâtre Grignan Marseille
- 1957 : Tistet la Rose de Max-Philippe Delavouët, mise en scène Michel Fontayne, Théâtre Grignan Marseille
- 1957 : Phédre de Racine, mise en scène Roland Monod, Studio des Champs-Élysées
- 1960 : La Religieuse d'après Denis Diderot, mise en scène Roland Monod, Théâtre Quotidien Marseille
- 1961 : L'Aboyeuse et l'Automate de Gabriel Cousin, mise en scène Jacques Lecoq et Roland Monod, Théâtre Quotidien Marseille
- 1962 : Le Voyage du Grand Tchou d'Armand Gatti, mise en scène Roland Monod, Théâtre Quotidien Marseille
- 1963 : Le Vicaire de Rolf Hochhuth, mise en scène François Darbon, Théâtre de l'Athénée : Eichmann[3].
- 1964 : Le Dossier Oppenheimer de Jean Vilar, mise en scène Jean Vilar, Théâtre de l'Athénée
- 1966 : Chant public devant deux chaises électriques d'Armand Gatti, mise en scène de l'auteur, TNP Théâtre de Chaillot
- 1966 : Un homme seul d'Armand Gatti, mise en scène Armand Gatti, Théâtre national populaire
- 1967 : Monsieur Fugue de Liliane Atlan, mise en scène Roland Monod, Comédie de Saint-Etienne et Théâtre de Chaillot
- 1968 : La Naissance d'Armand Gatti, mise en scène Roland Monod, Biennale de Venise, Théâtre Romain Rolland Villejuif, Théâtre du Gymnase Marseille, Théâtre Arles
- 1972 : Les Possédés d'Albert Camus, d'après Fiodor Dostoïevski, mise en scène Jean Mercure, Théâtre de la Ville
- 1974 : Le Mal de terre de Liliane Atlan, mise en scène Roland Monod, Festival d'Avignon
- 1975 : Zoo ou l'Assassin philanthrope de Vercors, mise en scène Jean Mercure, Théâtre de la Ville
- 1977 : Iphigénie hôtel de Michel Vinaver, mise en scène Antoine Vitez, Théâtre des Quartiers d'Ivry
- 1977 : Le Naufrage d'Éric Westphal, mise en scène Roland Monod, Théâtre national de l'Odéon
- 1977 : Péricles, prince de Tyr de William Shakespeare, mise en scène Roger Planchon, TNP Villeurbanne
- 1978 : Antoine et Cléopâtre de William Shakespeare, mise en scène Roger Planchon, TNP Villeurbanne, Maison de la culture de Nanterre
- 1978 : Péricles, prince de Tyr de William Shakespeare, mise en scène Roger Planchon, Maison de la culture de Nanterre
- 1978 : Almira de Pierre-Jean de San Bartholomé, mise en scène de l'auteur, Espace Pierre Cardin
- 1980 : Ils ont déjà occupé la villa voisine de Stanislaw Ignacy Witkiewicz, mise en scène Andrzej Wajda, Maison de la Culture de Nanterre, Nouveau théâtre de Nice, TNP Villeurbanne
- 1980 : Le Conte d'hiver de William Shakespeare, mise en scène Jorge Lavelli, Festival d'Avignon et Théâtre de la Ville
- 1984 : Dom Juan de Molière, mise en scène Roland Monod, école nationale supérieure des arts et techniques du théâtre Lyon, Rencontres d'été de la Chartreuse Villeneuve-lès-Avignon
- 1988 : Les Apprentis Sorciers de Lars Kleberg (sv), mise en scène Antoine Vitez, Festival d'Avignon
- 1995 : Comme tu me veux de Luigi Pirandello, mise en scène Claudia Stavisky, Théâtre de Nice
- 1996 : Comme tu me veux de Luigi Pirandello, mise en scène Claudia Stavisky, Théâtre de Nice, La Coursive, Théâtre de Gennevilliers, Festival de Bellac
- 2000 : L'Ormaie de Marcel Cuvelier, mise en scène Gérard Maro, Comédie de Paris
- 2006 : Le Cardinal d'Espagne d'Henry de Montherlant, mise en scène Laurence Hetier, Théâtre du Nord-Ouest
- 2011 : Ruy Blas de Victor Hugo, mise en scène Christian Schiaretti, TNP Villeurbanne
- 2012 : Ruy Blas de Victor Hugo, mise en scène Christian Schiaretti, Les Gémeaux
- 2013 : Au monde de Joël Pommerat, mise en scène de Joël Pommerat, Théâtre de l'Odéon et tournée

### Metteur en scène
- 1954 : La vie est un songe de Pedro Calderon de la Barca
- 1956 : Phédre de Racine, Théâtre Grignan Marseille
- 1958 : Partage de midi de Paul Claudel, Festival de Cassis
- 1960 : Les Viaducs de la Seine-et-Oise de Marguerite Duras, Théâtre de la Rue Montgrand Marseille
- 1960 : La Religieuse d'après Denis Diderot, Théâtre Quotidien Marseille
- 1960 : Les Fourberies de Scapin de Molière, Théâtre Quotidien Marseille
- 1961 : L'Aboyeuse et l'Automate de Gabriel Cousin, mise en scène de Jacques Lecoq et Roland Monod, Théâtre Quotidien Marseille
- 1962 : Le Voyage du Grand Chou d'Armand Gatti, Théâtre Quotidien Marseille
- 1964 : L'État de siège d'Albert Camus, Festival de Chalon-sur-Saône
- 1966 : Les Violettes de Georges Schehadé, Festival de Chalon-sur-Saône
- 1967 : Monsieur Fugue de Liliane Atlan, Comédie de Saint-Etienne et TNP
- 1968 : La Naissance d'Armand Gatti, Biennale de Venise, Théâtre Romain Rolland Villejuif, Théâtre du Gymnase, Théâtre Arles
- 1969 : Phédre de Racine, Théâtre de la Cité internationale
- 1971 : Toi et les nuages d'Éric Westphal, Théâtre de l'Athénée
- 1971 : Le pauvre matelot de Darius Milhaud, Opéra de Paris
- 1971 : Les Bonnes de Jean Genet, Comédie de Saint-Etienne
- 1971 : Allo! c'est toi Pierrot ? de Pierre Louki, Théâtre Hébertot
- 1972 : Conversation dans le Loir-et-Cher de Paul Claudel
- 1972 : La Dispute de Marivaux
- 1972 : Le Rôdeur de Jean-Claude Brisville, Comédie-Française au Petit Odéon
- 1974 : Sodome et Gomorrhe de Jean Giraudoux, Tréteaux de France, Centre dramatique national
- 1974 : Le Mal de terre de Liliane Atlan, Festival d'Avignon
- 1975 : La Vie de Galilée de Bertolt Brecht, Comédie de Saint-Étienne
- 1977 : De qui sont-ce les manches ? de Jean-Jacques Varoujean, Petit Odéon
- 1977 : Le Naufrage d'Éric Westphal, Théâtre national de l'Odéon
- 1984 : Dom Juan de Molière, Théâtre 347, école nationale supérieure des arts et techniques du théâtre Lyon, Rencontres d'été Chartreuse de Villeneuve-lès-Avignon
- 1985 : Les Fausses Confidences de Marivaux, Rencontres d'été de la Chartreuse Villeneuve-les-Avignon, Festival d'automne Saint-Cloud
- 1986 : Les Baigneuses de Californie de Jean-Jacques Varoujean, Théâtre national de l'Odéon

### Scénographe
- 1972 : Le Rôdeur de Jean-Claude Brisville, mise en scène Roland Monod, Théâtre national de l'Odéon
- 1975 : La Vie de Galilée de Bertolt Brecht, mise en scène Roland Monod
- 1977 : De qui sont-ce les manches ? de Jean-Jacques Varoujean, mise en scène Roland Monod, Théâtre national de l'Odéon
- 1977 : Le Naufrage d'Éric Westphal, mise en scène Roland Monod, Théâtre national de l'Odéon

### Lecteur
- 1994 : Répertoire imaginaire,  Festival d'Avignon